# Undarana daybora
Undarana daybora är en insektsart som beskrevs av Hoch och Francis Gard Howarth 1989. Undarana daybora ingår i släktet Undarana, och familjen kilstritar. Inga underarter finns listade.